# Ministerio del Interior (Francia)
El Ministerio del Interior (del francés: Ministère de l’Intérieur) es uno de los departamentos ministeriales más importantes del Gobierno de la República Francesa. 
El actual ministro del Interior es Bruno Retailleau desde el 21 de septiembre de 2024.
A partir del gobierno de Élisabeth Borne, sobre el segundo mandato de Emmanuel Macron, el Ministerio del Ultramar fue reunido con el Ministerio del Interior que se vuelve a Ministerio de Interior e Ultramar. (en francès : Ministère de l'Intérieur et des Outre-Mer).

## Estructura Organizativa
Los funcionarios de más alto nivel en el Ministerio del Interior de Francia son los siguientes:
- Ministro del Interior: Matthias Fekl, tiene bajo su autoridad directa la Inspección general de la Administración, el Consejo superior de apoyo y evaluación territorial, la Delegación para el desarrollo de las industrias de seguridad y la Delegación para la cooperación en materia de seguridad.

- Secretaría general - alto funcionario de defensa.
- Dirección general de Seguridad Civil y Gestión de Crisis.
- Dirección general de la Policía Nacional.
- Dirección general de la Seguridad Interna.
- Dirección general de la Gendarmería Nacional.
- Dirección general de Extranjeros en Francia.
- Dirección general de las Autoridades Locales.
- Delegación de Seguridad Vial y Tráfico.

## Funciones
Actualmente las funciones principales del Ministerio del Interior se organizan en dos grandes áreas:
- Administrar el territorio:

1. Garantizar la representación y la permanencia del Estado en todo el territorio nacional francés.
2. Garantizar la integridad de las instituciones públicas.
3. Garantizar el cumplimiento de las libertades locales y las responsabilidades de las autoridades locales en el marco de la descentralización.

- Garantizar la seguridad de los ciudadanos y la propiedad:

1. Desarrollar y aplicar las normas que garantizan a los ciudadanos el ejercicio de las libertades públicas, incluyendo el sufragio universal.
2. Proteger a la población contra los flagelos, desastres o catástrofes de cualquier tipo y contra las consecuencias de un posible conflicto.

Estas funciones son realizadas por los servicios adscritos al Ministro, la Secretaría General, las direcciones generales, las direcciones especializadas de la administración central del Ministerio, con competencia en todo el territorio por medio de las prefecturas y subprefecturas, la Policía Nacional, la Gendarmería Nacional y la Protección Civil o "Seguridad Civil".
Funciones específicas:
- La seguridad general al interior del país, en lo que concierne a delitos o catástrofes naturales. Dependen del ministerio:
  - la Policía Nacional
  - la Gendarmería Nacional para la mayoría de los objetivos operacionales
  - la Defensa Civil y la Dirección de Seguridad
  - la subdirección de Sapeurs-Pompiers o Bomberos

- La concesión de documentos de identidad (pasaportes, carné de identidad) y permisos de conducir;
- Las relaciones entre el gobierno central y las administraciones locales;
- La logística y la organización de elecciones políticas, en los niveles nacionales y prefectorales (pero los resultados de las elecciones son supervisadas por el Consejo Constitucional o los tribunales administrativos);
- Todas las prefecturas y subprefecturas están subordinadas al Ministro del Interior, de Ultramar, de las Entidades Territoriales e Inmigración.

Aunque el ministerio supervisa a la policía, no supervisa la información criminal; la cual está bajo la supervisión del poder judicial.

## Denominaciones oficiales del Ministerio
Este ministerio ha recibido durante la Quinta República Francesa las siguientes denominaciones oficiales:
- 1959 - 2002: Ministerio del Interior (Ministère de l’Intérieur)
- 2002 - 2005: Ministerio del Interior, de la Seguridad Nacional y de las Libertades Locales (Ministre de l'Intérieur, de la sécurité intérieure et des libertés locales)
- 2005 - 2007: Ministerio del Interior y de la Ordenación del Territorio (Ministère de l'Intérieur et de l'Aménagement du Territoire)
- 2007 - 2009: Ministerio del Interior, de Ultramar y de las Entidades Territoriales (Ministère de l'Intérieur, de l'Outre-mer et des Collectivités Territoriales)
- 2009 - 2012: Ministerio del Interior, de Ultramar, de las Entidades Territoriales y de la Inmigración (Ministère de l'Intérieur, de l'Outre-Mer, des Collectivités Territoriales et de l'Immigration)
- 2012 - 2022 : Ministerio del Interior
- 2022 - actualmente: Ministerio de Interior e Ultramar (Ministère de l'Intérieur et des Outre-Mer)

## Ministros del Interior de Francia: 1790-presente
| Ministro                                               | Inicio                   | Término                  | Imagen |
| François Emmanuel Guignard, comte de Saint-Priest      | 7 de agosto de 1790      | 25 de enero de 1791      |        |
| Claude Antoine Valdec de Lessart                       | 25 de enero de 1791      | 29 de noviembre de 1791  |        |
| Bon-Claude Cahier de Gerville                          | 29 de noviembre de 1791  | 24 de marzo de 1792      |        |
| Jean-Marie Roland de la Platière                       | 24 de marzo de 1792      | 13 de junio de 1792      |        |
| Jacques de agostoin Mourgue                            | 13 de junio de 1792      | 18 de junio de 1792      |        |
| Antoine René, marquis de Terrier de Monciel            | 18 de junio de 1792      | 17 de julio de 1792      |        |
| Étienne Louis Hector Dejoly                            | 17 de julio de 1792      | 21 de julio de 1792      |        |
| Clément Felix Champion de Villeneuve                   | 21 de julio de 1792      | 10 de agosto de 1792     |        |
| Jean-Marie Roland de la Platière                       | 10 de agosto de 1792     | 23 de enero de 1793      |        |
| Dominique Joseph Garat                                 | 23 de enero de 1793      | 20 de agosto de 1793     |        |
| Jules François Paré                                    | 20 de agosto de 1793     | 5 de abril de 1794       |        |
| Jean Marie Claude Alexandre Goujon                     | 5 de abril de 1794       | 8 de abril de 1794       |        |
| Martial Joseph Armand Herman                           | 8 de abril de 1794       | 20 de abril de 1794      |        |
| ninguno                                                | 20 de abril de 1794      | 3 de noviembre de 1795   |        |
| Pierre Bénézech                                        | 3 de noviembre de 1795   | 15 de julio de 1797      |        |
| Nicolas-Louis François de Neufchâteau                  | 15 de julio de 1797      | 13 de septiembre de 1797 |        |
| François Sébastien Letourneux                          | 13 de septiembre de 1797 | 17 de junio de 1798      |        |
| Nicolas-Louis François de Neufchâteau                  | 17 de junio de 1798      | 22 de junio de 1799      |        |
| Nicolas Marie Quinette                                 | 22 de junio de 1799      | 10 de noviembre de 1799  |        |
| Pierre Simon de Laplace                                | 12 de noviembre de 1799  | 25 de diciembre de 1799  |        |
| Lucien Bonaparte                                       | 25 de diciembre de 1799  | 7 de noviembre de 1800   |        |
| Jean-Antoine Chaptal                                   | 7 de noviembre de 1800   | 7 de agosto de 1804      |        |
| Jean-Baptiste Nompère de Champagny                     | 7 de agosto de 1804      | 9 de agosto de 1807      |        |
| Emmanuel Crétet, comte de Champmol                     | 9 de agosto de 1807      | 29 de junio de 1809      |        |
| Joseph Fouché, duc d'Otrante                           | 29 de junio de 1809      | 1 de octubre de 1809     |        |
| Jean-Pierre Bachasson, comte de Montalivet             | 1 de octubre de 1809     | 1 de abril de 1814       |        |
| Jacques, comte Beugnot                                 | 3 de abril de 1814       | 13 de mayo de 1814       |        |
| François Xavier de Montesquiou-Fezensac                | 13 de mayo de 1814       | 20 de marzo de 1815      |        |
| Lazare, comte Carnot                                   | 20 de marzo de 1815      | 22 de junio de 1815      |        |
| Claude Carnot-Feulin                                   | 22 de junio de 1815      | 7 de julio de 1815       |        |
| Étienne-Denis, baron Pasquier                          | 7 de julio de 1815       | 26 de septiembre de 1815 |        |
| Vincent-Marie Viénot, comte de Vaublanc                | 26 de septiembre de 1815 | 7 de mayo de 1816        |        |
| Joseph, vicomte Lainé                                  | 7 de mayo de 1816        | 29 de diciembre de 1818  |        |
| Élie, comte Decazes                                    | 29 de diciembre de 1818  | 20 de febrero de 1820    |        |
| Joseph-Jérôme, comte Siméon                            | 20 de febrero de 1820    | 14 de diciembre de 1821  |        |
| Jacques Joseph Guillaume Pierre, comte de Corbière     | 14 de diciembre de 1821  | 4 de enero de 1828       |        |
| Jean-Baptiste Gay, vicomte de Martignac                | 4 de enero de 1828       | 8 de agosto de 1829      |        |
| François Régis de La Bourdonnaye, comte de La Bretèche | 8 de agosto de 1829      | 18 de noviembre de 1829  |        |
| Gullaume Isidore, comte de Montbel                     | 18 de noviembre de 1829  | 19 de mayo de 1830       |        |
| Charles Ignace, comte de Peyronnet                     | 19 de mayo de 1830       | 31 de julio de 1830      |        |
| Victor, duc de Broglie                                 | 31 de julio de 1830      | 1 de agosto de 1830      |        |
| François Guizot                                        | 1 de agosto de 1830      | 2 de noviembre de 1830   |        |
| Marthe Camille Bachasson, comte de Montalivet          | 2 de noviembre de 1830   | 13 de marzo de 1831      |        |
| Casimir Pierre Périer                                  | 13 de marzo de 1831      | 27 de abril de 1832      |        |
| Marthe Camille Bachasson, comte de Montalivet          | 27 de abril de 1832      | 11 de octubre de 1832    |        |
| Adolphe Thiers                                         | 11 de octubre de 1832    | 31 de diciembre de 1832  |        |
| Antoine, comte d'Argout                                | 31 de diciembre de 1832  | 4 de abril de 1834       |        |
| Adolphe Thiers                                         | 4 de abril de 1834       | 10 de noviembre de 1834  |        |
| Hugues Bernard Maret, duc de Bassano                   | 10 de noviembre de 1834  | 18 de noviembre de 1834  |        |
| Adolphe Thiers                                         | 18 de noviembre de 1834  | 22 de febrero de 1836    |        |
| Marthe Camille Bachasson, comte de Montalivet          | 22 de febrero de 1836    | 6 de septiembre de 1836  |        |
| Adrien de Gasparin                                     | 6 de septiembre de 1836  | 15 de abril de 1837      |        |
| Marthe Camille Bachasson, comte de Montalivet          | 15 de abril de 1837      | 31 de marzo de 1839      |        |
| Adrien de Gasparin                                     | 31 de marzo de 1839      | 12 de mayo de 1839       |        |
| Charles Marie Tanneguy Duchâtel                        | 12 de mayo de 1839       | 1 de marzo de 1840       |        |
| Charles, comte de Rémusat                              | 1 de marzo de 1840       | 29 de octubre de 1840    |        |
| Charles Marie Tanneguy Duchâtel                        | 29 de octubre de 1840    | 24 de febrero de 1848    |        |
| Alexandre Ledru-Rollin                                 | 24 de febrero de 1848    | 11 de mayo de 1848       |        |
| Adrien Recurt                                          | 11 de mayo de 1848       | 28 de junio de 1848      |        |
| Antoine Sénard                                         | 28 de junio de 1848      | 13 de octubre de 1848    |        |
| Jules Armand Dufaure                                   | 13 de octubre de 1848    | 20 de diciembre de 1848  |        |
| Léon de Malleville                                     | 20 de diciembre de 1848  | 29 de diciembre de 1848  |        |
| Léon Faucher                                           | 29 de diciembre de 1848  | 2 de junio de 1849       |        |
| Jules Armand Dufaure                                   | 2 de junio de 1849       | 31 de octubre de 1849    |        |
| Ferdinand Barrot                                       | 31 de octubre de 1849    | 15 de marzo de 1850      |        |
| Jules Baroche                                          | 15 de marzo de 1850      | 24 de enero de 1851      |        |
| Marc Antoine Henri Marius Vaïsse                       | 24 de enero de 1851      | 10 de abril de 1851      |        |
| Léon Faucher                                           | 10 de abril de 1851      | 26 de octubre de 1851    |        |
| René de Thorigny                                       | 26 de octubre de 1851    | 2 de diciembre de 1851   |        |
| Charles de agostoe, duc de Morny                       | 2 de diciembre de 1851   | 22 de enero de 1852      |        |
| Victor Falian, comte de Persigny                       | 22 de enero de 1852      | 23 de junio de 1854      |        |
| Adolphe Billault                                       | 23 de junio de 1854      | 7 de febrero de 1858     |        |
| Charles Esprit Espinasse                               | 7 de febrero de 1858     | 14 de junio de 1858      |        |
| Claude Alphonse Delangle                               | 14 de junio de 1858      | 5 de mayo de 1859        |        |
| Louis Arrighi de Casanova, duc de Padoue               | 5 de mayo de 1859        | 1 de noviembre de 1859   |        |
| Adolphe Billault                                       | 1 de noviembre de 1859   | 5 de diciembre de 1860   |        |
| Victor Fialin, comte de Persigny                       | 5 de diciembre de 1860   | 23 de junio de 1863      |        |
| Paul Boudet                                            | 23 de junio de 1863      | 28 de marzo de 1865      |        |
| Charles, marquis de La Valette                         | 28 de marzo de 1865      | 13 de noviembre de 1867  |        |
| Ernest Pinard                                          | 13 de noviembre de 1867  | 17 de diciembre de 1868  |        |
| Adolphe Forcade La Roquette                            | 17 de diciembre de 1868  | 2 de enero de 1870       |        |
| Jean-Pierre Napoléon Eugène Chevandier de Valdrôme     | 2 de enero de 1870       | 18 de agosto de 1870     |        |
| Julien-Théophile-Henri Chevreau                        | 18 de agosto de 1870     | 4 de septiembre de 1870  |        |
| Léon Gambetta                                          | 4 de septiembre de 1870  | 6 de febrero de 1871     |        |
| Emmanuel Arago                                         | 6 de febrero de 1871     | 19 de febrero de 1871    |        |
| Ernest Picard                                          | 19 de febrero de 1871    | 5 de junio de 1871       |        |
| Félix Lambrecht                                        | 5 de junio de 1871       | 8 de octubre de 1871     |        |
| Auguste Casimir-Perier                                 | 11 de octubre de 1871    | 6 de febrero de 1872     |        |
| Victor Lefranc                                         | 6 de febrero de 1872     | 7 de diciembre de 1872   |        |
| Eugène de Goulard                                      | 7 de diciembre de 1872   | 18 de mayo de 1873       |        |
| Auguste Casimir-Perier                                 | 18 de mayo de 1873       | 25 de mayo de 1873       |        |
| Charles Beulé                                          | 25 de mayo de 1873       | 26 de noviembre de 1873  |        |
| Albert, duc de Broglie                                 | 26 de noviembre de 1873  | 22 de mayo de 1874       |        |
| Oscar Bardi de Fourtou                                 | 22 de mayo de 1874       | 20 de julio de 1874      |        |
| François, baron de Chabaud-Latour                      | 20 de julio de 1874      | 10 de marzo de 1875      |        |
| Louis Buffet                                           | 10 de marzo de 1875      | 23 de febrero de 1876    |        |
| Jules Armand Dufaure                                   | 23 de febrero de 1876    | 9 de marzo de 1876       |        |
| Amable Richard                                         | 9 de marzo de 1876       | 11 de mayo de 1876       |        |
| Émile de Marcère                                       | 15 de mayo de 1876       | 12 de diciembre de 1876  |        |
| Jules Simon                                            | 12 de diciembre de 1876  | 17 de mayo de 1877       |        |
| Oscar Bardi de Fourtou                                 | 17 de mayo de 1877       | 23 de noviembre de 1877  |        |
| Charles Welche                                         | 23 de noviembre de 1877  | 13 de diciembre de 1877  |        |
| Émile de Marcère                                       | 13 de diciembre de 1877  | 4 de marzo de 1879       |        |
| Charles Lepère                                         | 4 de marzo de 1879       | 17 de mayo de 1880       |        |
| Ernest Constans                                        | 17 de mayo de 1880       | 14 de noviembre de 1881  |        |
| René Waldeck-Rousseau                                  | 14 de noviembre de 1881  | 30 de enero de 1882      |        |
| René Goblet                                            | 30 de enero de 1882      | 7 de agosto de 1882      |        |
| Armand Fallières                                       | 7 de agosto de 1882      | 21 de febrero de 1883    |        |
| René Waldeck-Rousseau                                  | 21 de febrero de 1883    | 6 de abril de 1885       |        |
| François Allain-Targé                                  | 6 de abril de 1885       | 7 de enero de 1886       |        |
| Ferdinand Sarrien                                      | 7 de enero de 1886       | 11 de diciembre de 1886  |        |
| René Goblet                                            | 11 de diciembre de 1886  | 30 de mayo de 1877       |        |
| Armand Fallières                                       | 30 de mayo de 1887       | 12 de diciembre de 1887  |        |
| Ferdinand Sarrien                                      | 12 de diciembre de 1887  | 3 de abril de 1888       |        |
| Charles Floquet                                        | 3 de abril de 1888       | 22 de febrero de 1889    |        |
| Ernest Constans                                        | 22 de febrero de 1889    | 1 de marzo de 1890       |        |
| Léon Bourgeois                                         | 1 de marzo de 1890       | 17 de marzo de 1890      |        |
| Ernest Constans                                        | 17 de marzo de 1890      | 27 de febrero de 1892    |        |
| Émile Loubet                                           | 27 de febrero de 1892    | 11 de enero de 1893      |        |
| Alexandre Ribot                                        | 11 de enero de 1893      | 4 de abril de 1893       |        |
| Charles Dupuy                                          | 4 de abril de 1893       | 3 de diciembre de 1893   |        |
| David Raynal                                           | 3 de diciembre de 1893   | 30 de mayo de 1894       |        |
| Charles Dupuy                                          | 30 de mayo de 1894       | 26 de enero de 1895      |        |
| Georges Leygues                                        | 26 de enero de 1895      | 1 de noviembre de 1895   |        |
| Léon Bourgeois                                         | 1 de noviembre de 1895   | 28 de marzo de 1896      |        |
| Ferdinand Sarrien                                      | 30 de marzo de 1896      | 29 de abril de 1896      |        |
| Louis Barthou                                          | 29 de abril de 1896      | 28 de junio de 1898      |        |
| Henri Brisson                                          | 28 de junio de 1898      | 1 de noviembre de 1898   |        |
| Charles Dupuy                                          | 1 de noviembre de 1898   | 22 de junio de 1899      |        |
| René Waldeck-Rousseau                                  | 22 de junio de 1899      | 7 de junio de 1902       |        |
| Émile Combes                                           | 7 de junio de 1902       | 24 de enero de 1905      |        |
| Eugène Étienne                                         | 24 de enero de 1905      | 12 de noviembre de 1905  |        |
| Fernand Dubief                                         | 12 de noviembre de 1905  | 14 de marzo de 1906      |        |
| Georges Clemenceau                                     | 14 de marzo de 1906      | 24 de julio de 1909      |        |
| Aristide Briand                                        | 24 de julio de 1909      | 2 de marzo de 1911       |        |
| Ernest Monis                                           | 2 de marzo de 1911       | 27 de junio de 1911      |        |
| Joseph Caillaux                                        | 27 de junio de 1911      | 14 de enero de 1912      |        |
| Théodore Steeg                                         | 14 de enero de 1912      | 21 de enero de 1913      |        |
| Aristide Briand                                        | 21 de enero de 1913      | 22 de marzo de 1913      |        |
| Louis Lucien Klotz                                     | 22 de marzo de 1913      | 9 de diciembre de 1913   |        |
| René Renoult                                           | 9 de diciembre de 1913   | 17 de marzo de 1914      |        |
| Louis Malvy                                            | 17 de marzo de 1914      | 9 de junio de 1914       |        |
| Paul Peytral                                           | 9 de junio de 1914       | 13 de junio de 1914      |        |
| Louis Malvy                                            | 13 de junio de 1914      | 31 de agosto de 1917     |        |
| Théodore Steeg                                         | 1 de septiembre de 1917  | 16 de noviembre de 1917  |        |
| Jules Pams                                             | 16 de noviembre de 1917  | 20 de enero de 1920      |        |
| Théodore Steeg                                         | 20 de enero de 1920      | 16 de enero de 1921      |        |
| Pierre Marraud                                         | 16 de enero de 1921      | 15 de enero de 1922      |        |
| Maurice Maunoury                                       | 15 de enero de 1922      | 29 de marzo de 1924      |        |
| Justin de Selves                                       | 29 de marzo de 1924      | 14 de junio de 1924      |        |
| Camille Chautemps                                      | 14 de junio de 1924      | 17 de abril de 1925      |        |
| Abraham Schrameck                                      | 17 de abril de 1925      | 22 de noviembre de 1925  |        |
| Camille Chautemps                                      | 28 de noviembre de 1925  | 9 de marzo de 1926       |        |
| Louis Malvy                                            | 9 de marzo de 1926       | 10 de abril de 1926      |        |
| Jean Durand                                            | 10 de abril de 1926      | 19 de julio de 1926      |        |
| Camille Chautemps                                      | 19 de julio de 1926      | 23 de julio de 1926      |        |
| Albert Sarraut                                         | 23 de julio de 1926      | 11 de noviembre de 1928  |        |
| André Tardieu                                          | 11 de noviembre de 1928  | 21 de febrero de 1930    |        |
| Camille Chautemps                                      | 21 de febrero de 1930    | 2 de marzo de 1930       |        |
| André Tardieu                                          | 2 de marzo de 1930       | 13 de diciembre de 1930  |        |
| Georges Leygues                                        | 13 de diciembre de 1930  | 27 de enero de 1931      |        |
| Pierre Laval                                           | 27 de enero de 1931      | 14 de enero de 1932      |        |
| Pierre Cathala                                         | 14 de enero de 1932      | 20 de febrero de 1932    |        |
| Albert Mahieu                                          | 20 de febrero de 1932    | 3 de junio de 1932       |        |
| Camille Chautemps                                      | 3 de junio de 1932       | 30 de enero de 1934      |        |
| Eugène Frot                                            | 30 de enero de 1934      | 9 de febrero de 1934     |        |
| Albert Sarraut                                         | 9 de febrero de 1934     | 13 de octubre de 1934    |        |
| Paul Marchandeau                                       | 13 de octubre de 1934    | 8 de noviembre de 1934   |        |
| Marcel Régnier                                         | 8 de noviembre de 1934   | 1 de junio de 1935       |        |
| Fernand Bouisson                                       | 1 de junio de 1935       | 7 de junio de 1935       |        |
| Joseph Paganon                                         | 7 de junio de 1935       | 24 de enero de 1936      |        |
| Albert Sarraut                                         | 24 de enero de 1936      | 4 de junio de 1936       |        |
| Roger Salengro                                         | 4 de junio de 1936       | 18 de noviembre de 1936  |        |
| Marx Dormoy                                            | 24 de noviembre de 1936  | 18 de enero de 1938      |        |
| Albert Sarraut                                         | 18 de enero de 1938      | 13 de marzo de 1938      |        |
| Marx Dormoy                                            | 13 de marzo de 1938      | 10 de abril de 1938      |        |
| Albert Sarraut                                         | 10 de abril de 1938      | 21 de marzo de 1940      |        |
| Henri Roy                                              | 21 de marzo de 1940      | 18 de mayo de 1940       |        |
| Georges Mandel                                         | 18 de mayo de 1940       | 16 de junio de 1940      |        |
| Charles Pomaret                                        | 16 de junio de 1940      | 26 de junio de 1940      |        |
| Adrien Marquet                                         | 27 de junio de 1940      | 6 de septiembre de 1940  |        |
| Marcel Peyrouton                                       | 6 de septiembre de 1940  | 14 de febrero de 1941    |        |
| François Darlan                                        | 14 de febrero de 1941    | 18 de julio de 1941      |        |
| Pierre Pucheu                                          | 18 de julio de 1941      | 18 de abril de 1942      |        |
| Pierre Laval                                           | 18 de abril de 1942      | 20 de agosto de 1944     |        |
| Comisionados de la Francia Libre                       |                          |                          |        |
| André Diethelm                                         | 24 de septiembre de 1941 | 28 de julio de 1942      |        |
| André Philip                                           | 28 de julio de 1942      | 9 de noviembre de 1943   |        |
| Emmanuel d'Astier de la Vigerie                        | 9 de noviembre de 1943   | 10 de septiembre de 1944 |        |
| Ministros                                              |                          |                          |        |
| Adrien Tixier                                          | 10 de septiembre de 1944 | 26 de enero de 1946      |        |
| André Le Troquer                                       | 26 de enero de 1946      | 24 de junio de 1946      |        |
| Édouard Depreux                                        | 24 de junio de 1946      | 24 de noviembre de 1947  |        |
| Jules Moch                                             | 24 de noviembre de 1947  | 7 de febrero de 1950     |        |
| Henri Queuille                                         | 7 de febrero de 1950     | 11 de agosto de 1951     |        |
| Charles Brune                                          | 11 de agosto de 1951     | 28 de junio de 1953      |        |
| Léon Martinaud-Deplat                                  | 28 de junio de 1953      | 19 de junio de 1954      |        |
| François Mitterrand                                    | 19 de junio de 1954      | 23 de febrero de 1955    |        |
| Maurice Bourgès-Maunoury                               | 23 de febrero de 1955    | 1 de diciembre de 1955   |        |
| Edgar Faure                                            | 1 de diciembre de 1955   | 1 de febrero de 1956     |        |
| Jean Gilbert-Jules                                     | 1 de febrero de 1956     | 6 de noviembre de 1957   |        |
| Maurice Bourgès-Maunoury                               | 6 de noviembre de 1957   | 14 de mayo de 1958       |        |
| Maurice Faure                                          | 14 de mayo de 1958       | 17 de mayo de 1958       |        |
| Jules Moch                                             | 17 de mayo de 1958       | 1 de junio de 1958       |        |
| Émile Pelletier                                        | 1 de junio de 1958       | 8 de enero de 1959       |        |
| Jean Berthoin                                          | 8 de enero de 1959       | 28 de mayo de 1959       |        |
| Pierre Chatenet                                        | 28 de mayo de 1959       | 6 de mayo de 1961        |        |
| Roger Frey                                             | 6 de mayo de 1961        | 6 de abril de 1967       |        |
| Christian Fouchet                                      | 6 de abril de 1967       | 30 de mayo de 1968       |        |
| Raymond Marcellin                                      | 30 de mayo de 1968       | 27 de febrero de 1974    |        |
| Jacques Chirac                                         | 27 de febrero de 1974    | 28 de mayo de 1974       |        |
| Michel Poniatowski                                     | 28 de mayo de 1974       | 30 de marzo de 1977      |        |
| Christian Bonnet                                       | 30 de marzo de 1977      | 22 de mayo de 1981       |        |
| Gaston Defferre                                        | 22 de mayo de 1981       | 19 de julio de 1984      |        |
| Pierre Joxe                                            | 19 de julio de 1984      | 20 de marzo de 1986      |        |
| Charles Pasqua                                         | 20 de marzo de 1986      | 12 de mayo de 1988       |        |
| Pierre Joxe                                            | 12 de mayo de 1988       | 29 de enero de 1991      |        |
| Philippe de marzoand                                   | 29 de enero de 1991      | 2 de abril de 1992       |        |
| Paul Quilès                                            | 2 de abril de 1992       | 29 de marzo de 1993      |        |
| Charles Pasqua                                         | 29 de marzo de 1993      | 18 de mayo de 1995       |        |
| Jean-Louis Debré                                       | 18 de mayo de 1995       | 4 de junio de 1997       |        |
| Jean-Pierre Chevènement                                | 4 de junio de 1997       | 29 de agosto de 2000     |        |
| Daniel Vaillant                                        | 29 de agosto de 2000     | 7 de mayo de 2002        |        |
| Nicolas Sarkozy                                        | 7 de mayo de 2002        | 31 de marzo de 2004      |        |
| Dominique de Villepin                                  | 31 de marzo de 2004      | 31 de mayo de 2005       |        |
| Nicolas Sarkozy                                        | 31 de mayo de 2005       | 26 de marzo de 2007      |        |
| François Baroin                                        | 26 de marzo de 2007      | 15 de mayo de 2007       |        |
| Michèle Alliot-Marie                                   | 18 de marzo de 2007      | 23 de junio de 2009      |        |
| Brice Hortefeux                                        | 23 de junio de 2009      | 27 de febrero de 2011    |        |
| Claude Guéant                                          | 27 de febrero de 2011    | 16 de mayo de 2012       |        |
| Manuel Valls                                           | 16 de mayo de 2012       | 2 de abril de 2014       |        |
| Bernard Cazeneuve                                      | 2 de abril de 2014       | 6 de diciembre de 2016   |        |
| Bruno Le Roux                                          | 6 de diciembre de 2016   | 21 de marzo de 2017      |        |
| Matthias Fekl                                          | 21 de marzo de 2017      | 10 de mayo de 2017       |        |
| Gérard Collomb                                         | 17 de mayo de 2017       | 3 de octubre de 2018     |        |
| Édouard Philippe (interino)                            | 3 de octubre de 2018     | 16 de octubre de 2018    |        |
| Christophe Castaner                                    | 16 de octubre de 2018    | 6 de julio de 2020       |        |
| Gérald Darmanin                                        | 6 de julio de 2020       | 21 de septiembre de 2024 |        |
| Bruno Retailleau                                       | 21 de septiembre de 2024 | Actualmente en el cargo  |        |